# 24 Heures de Daytona 1992
Navigation
Édition précédente Édition suivante
Les 24 Heures de Daytona 1992 (officiellement appelé le Rolex Daytona 24 Hours 1992), disputées sur les 1er février 1992 et 2 février 1992 sur le Daytona International Speedway ont été la trentième édition de cette épreuve, la vingt-cinquième sur un format de vingt-quatre heures, et la première manche du Championnat IMSA GT 1992.

## Engagés
La liste officielle des engagés était composée de 52 voitures. 51 ont participé aux essais dont 12 en GTP, 9 en GTP Lights, 12 en GTO, 15 en GTU et 3 en Group C1 / Category 2.

## Course
Voici le classement provisoire au terme de la course,.
- Les vainqueurs de chaque catégorie sont signalés par un fond jauni.
- Pour la colonne Pneus, il faut passer le curseur au-dessus du modèle pour connaître le manufacturier de pneumatiques.

| Pos.    | Classe | N°  | Écurie                          | Pilotes                                                                                             | Châssis                                | Pneus | Tours |
| Pos.    | Classe | N°  | Écurie                          | Pilotes                                                                                             | Moteur                                 | Pneus | Tours |
| ------- | ------ | --- | ------------------------------- | --------------------------------------------------------------------------------------------------- | -------------------------------------- | ----- | ----- |
| 1       | LM     | 23  | Nissan Motorsport International | Masahiro Hasemi Kazuyoshi Hoshino Toshio Suzuki                                                     | Nissan R91CP                           | G     | 762   |
| 1       | LM     | 23  | Nissan Motorsport International | Masahiro Hasemi Kazuyoshi Hoshino Toshio Suzuki                                                     | Nissan VRH35Z 3,5 l V8 Turbo           | G     | 762   |
| 2       | GTP    | 2   | Jaguar Racing                   | Davy Jones Scott Pruett David Brabham Scott Goodyear                                                | Jaguar XJR-12                          | G     | 753   |
| 2       | GTP    | 2   | Jaguar Racing                   | Davy Jones Scott Pruett David Brabham Scott Goodyear                                                | Jaguar 6,5 l V12 Atmo                  | G     | 753   |
| 3       | GTP    | 52  | Team 0123                       | Roland Ratzenberger Hurley Haywood Eje Elgh Scott Brayton                                           | Porsche 962                            | G     | 749   |
| 3       | GTP    | 52  | Team 0123                       | Roland Ratzenberger Hurley Haywood Eje Elgh Scott Brayton                                           | Porsche Type-935 3,0 l Flat-6 Bi-Turbo | G     | 749   |
| 4       | GTP    | 98  | All American Racers             | P. J. Jones (en) Rocky Moran (en) Mark Dismore (en)                                                 | Eagle MkIII (en)                       | G     | 739   |
| 4       | GTP    | 98  | All American Racers             | P. J. Jones (en) Rocky Moran (en) Mark Dismore (en)                                                 | Toyota 3S-GTM 2,1 l I4 Bi-Turbo        | G     | 739   |
| 5       | Lights | 49  | Comptech Racing                 | Parker Johnstone (en) Steve Cameron Jimmy Vasser Dan Marvin (en)                                    | Spice SE91P                            | BF    | 681   |
| 5       | Lights | 49  | Comptech Racing                 | Parker Johnstone (en) Steve Cameron Jimmy Vasser Dan Marvin (en)                                    | Acura 3,0 l V6 Atmo                    | BF    | 681   |
| 6       | Lights | 44  | Scandia Engineering             | Fermín Vélez Andy Evans Lon Bender Dominic Dobson (en)                                              | Kudzu DG-1                             | G     | 654   |
| 6       | Lights | 44  | Scandia Engineering             | Fermín Vélez Andy Evans Lon Bender Dominic Dobson (en)                                              | Buick 3,4 l V6 Atmo                    | G     | 654   |
| 7       | GTU    | 82  | Dick Greer Racing               | Al Bacon Dick Greer Mike Mees Peter Uria                                                            | Mazda RX-7                             | G     | 636   |
| 7       | GTU    | 82  | Dick Greer Racing               | Al Bacon Dick Greer Mike Mees Peter Uria                                                            | Mazda 13B 1,3 l 2-Rotor                | G     | 636   |
| 8       | LM     | 27  | Nova Engineering                | Mauro Martini Volker Weidler Jeff Krosnoff                                                          | Nissan R91CK                           | B     | 635   |
| 8       | LM     | 27  | Nova Engineering                | Mauro Martini Volker Weidler Jeff Krosnoff                                                          | Nissan VRH35Z 3,5 l V8 Bi-Turbo        | B     | 635   |
| 9 Abd.  | GTS    | 15  | Roush Racing                    | Dorsey Schroeder (en) Wally Dallenbach Jr. Robby Gordon                                             | Ford Mustang                           | G     | 614   |
| 9 Abd.  | GTS    | 15  | Roush Racing                    | Dorsey Schroeder (en) Wally Dallenbach Jr. Robby Gordon                                             | Ford 6,0 l V8 Atmo                     | G     | 614   |
| 10      | GTS    | 51  | Rocketsports Racing             | Jeff Kline George Robinson Darin Brassfield (en) Paul Gentilozzi                                    | Oldsmobile Cutlass (en)                | BF    | 590   |
| 10      | GTS    | 51  | Rocketsports Racing             | Jeff Kline George Robinson Darin Brassfield (en) Paul Gentilozzi                                    | Oldsmobile 6,0 l V8 Atmo               | BF    | 590   |
| 11      | GTP    | 99  | All American Racers             | Juan Manuel Fangio II Andy Wallace Kenny Acheson                                                    | Eagle MkIII (en)                       | G     | 584   |
| 11      | GTP    | 99  | All American Racers             | Juan Manuel Fangio II Andy Wallace Kenny Acheson                                                    | Toyota 3S-GTM 2,1 l I4 Bi-Turbo        | G     | 584   |
| 12      | GTU    | 24  | Alberti Motorsports Team Peru   | Eduardo Dibós Chappuis Juan Dibos Raúl Orlandini                                                    | Mazda MX-6                             | G     | 573   |
| 12      | GTU    | 24  | Alberti Motorsports Team Peru   | Eduardo Dibós Chappuis Juan Dibos Raúl Orlandini                                                    | Mazda 13B 1,3 l 2-Rotor                | G     | 573   |
| 13      | GTU    | 95  | Leitzinger Racing               | Chuck Kurtz Bob Leitzinger David Loring                                                             | Nissan 240SX                           | T     | 566   |
| 13      | GTU    | 95  | Leitzinger Racing               | Chuck Kurtz Bob Leitzinger David Loring                                                             | Nissan 3,0 l V6 Atmo                   | T     | 566   |
| 14      | GTS    | 11  | Roush Racing                    | Mark Martin Jim Stevens Robbie Buhl Calvin Fish (en)                                                | Ford Mustang                           | G     | 539   |
| 14      | GTS    | 11  | Roush Racing                    | Mark Martin Jim Stevens Robbie Buhl Calvin Fish (en)                                                | Ford 6,0 l V8 Atmo                     | G     | 539   |
| 15      | GTU    | 96  | Leitzinger Racing               | Don Knowles David Loring Chuck Kurtz Dan Robson                                                     | Nissan 240SX                           | T     | 538   |
| 15      | GTU    | 96  | Leitzinger Racing               | Don Knowles David Loring Chuck Kurtz Dan Robson                                                     | Nissan 3,0 l V6 Atmo                   | T     | 538   |
| 16      | GTS    | 75  | Cunningham Racing               | John Morton Jeremy Dale (en) Johnny O'Connell                                                       | Nissan 300ZX Turbo (en)                | Y     | 531   |
| 16      | GTS    | 75  | Cunningham Racing               | John Morton Jeremy Dale (en) Johnny O'Connell                                                       | Nissan 3,0 l V6 Bi-Turbo               | Y     | 531   |
| 17      | GTS    | 50  | Overbagh Racing                 | Oma Kimbrough Mark Montgomery Robert McElheny Gary Swanander Jon Lewis Raan Rodriguez Hoyt Overbagh | Chevrolet Camaro                       | G     | 529   |
| 17      | GTS    | 50  | Overbagh Racing                 | Oma Kimbrough Mark Montgomery Robert McElheny Gary Swanander Jon Lewis Raan Rodriguez Hoyt Overbagh | Chevrolet 6,1 l V8 Atmo                | G     | 529   |
| 18      | GTU    | 26  | Alex Job Racing                 | Joe Pezza Alex Padilla (en) John Sheldon Jack Refenning                                             | Porsche 911                            | G     | 506   |
| 18      | GTU    | 26  | Alex Job Racing                 | Joe Pezza Alex Padilla (en) John Sheldon Jack Refenning                                             | Porsche 3.2L Flat 6 Atmo               | G     | 506   |
| 19 Abd. | GTP    | 30  | Joest Racing                    | Hans-Joachim Stuck Frank Jelinski Giampiero Moretti Henri Pescarolo                                 | Porsche 962C                           | Y     | 503   |
| 19 Abd. | GTP    | 30  | Joest Racing                    | Hans-Joachim Stuck Frank Jelinski Giampiero Moretti Henri Pescarolo                                 | Porsche Type-935 3,0 l Flat-6 Bi-Turbo | Y     | 503   |
| 20      | GTU    | 0   | Full Time Racing                | John Fergus Bobby Akin Neil Hanneman                                                                | Dodge Daytona                          | Y     | 471   |
| 20      | GTU    | 0   | Full Time Racing                | John Fergus Bobby Akin Neil Hanneman                                                                | Dodge 2,6 l I4 Atmo                    | Y     | 471   |
| 21 Abd. | GTU    | 37  | Botero Racing Team              | Rob Wilson (en) Lucio Bernal Felipe Solano Modèle:CUB -d Miguel Morejon                             | Mazda MX-6                             | Y     | 465   |
| 21 Abd. | GTU    | 37  | Botero Racing Team              | Rob Wilson (en) Lucio Bernal Felipe Solano Modèle:CUB -d Miguel Morejon                             | Mazda 13B 1,3 l 2-Rotor                | Y     | 465   |
| 22 Abd. | GTS    | 21  | Kent Painter                    | Robert Kahn John Annis John Macaluso Robert Borders (en)                                            | Chevrolet Camaro                       | H     | 465   |
| 22 Abd. | GTS    | 21  | Kent Painter                    | Robert Kahn John Annis John Macaluso Robert Borders (en)                                            | Chevrolet 5,5 l V8 Atmo                | H     | 465   |
| 23      | GTU    | 72  | Kjoller Motorsport              | Steve Volk Robin Boone Jay Kjoller                                                                  | Porsche 911                            | G     | 432   |
| 23      | GTU    | 72  | Kjoller Motorsport              | Steve Volk Robin Boone Jay Kjoller                                                                  | Porsche 3.2L Flat 6 Atmo               | G     | 432   |
| 24 Abd. | Lights | 36  | Downing/Atlanta Racing          | Howard Katz John Grooms Jim Downing Frank Jellinek                                                  | Kudzu DG-1                             | G     | 426   |
| 24 Abd. | Lights | 36  | Downing/Atlanta Racing          | Howard Katz John Grooms Jim Downing Frank Jellinek                                                  | Mazda 13B 1,3 l 2-Rotor                | G     | 426   |
| 25      | GTS    | 67  | Mazkar Racing                   | Steve Burgner Paul Mazzacane Henry Brosnaham Bobby Scolo                                            | Chevrolet Camaro                       | G     | 389   |
| 25      | GTS    | 67  | Mazkar Racing                   | Steve Burgner Paul Mazzacane Henry Brosnaham Bobby Scolo                                            | Chevrolet 5,5 l V8 Atmo                | G     | 389   |
| 26 Abd. | LM     | 13  | Courage Compétition             | Pascal Fabre Lionel Robert Bob Wollek                                                               | Cougar C28S                            | G     | 387   |
| 26 Abd. | LM     | 13  | Courage Compétition             | Pascal Fabre Lionel Robert Bob Wollek                                                               | Porsche Type-935 3,0 l Flat-6 Bi-Turbo | G     | 387   |
| 27 Abd. | Lights | 33  | Bieri Racing                    | Uli Bieri Heinz Wirth Vito Scavone Andrew Hepworth                                                  | Tiga GT287                             | G     | 349   |
| 27 Abd. | Lights | 33  | Bieri Racing                    | Uli Bieri Heinz Wirth Vito Scavone Andrew Hepworth                                                  | Ferrari 3,0 l V8 Atmo                  | G     | 349   |
| 28      | GTU    | 57  | Kryderacing                     | Frank Del Vecchio Joe Danaher Mark Kent Bill Sargis Reed Kryder                                     | Nissan 240SX                           | G     | 345   |
| 28      | GTU    | 57  | Kryderacing                     | Frank Del Vecchio Joe Danaher Mark Kent Bill Sargis Reed Kryder                                     | Nissan 3,0 l V6 Atmo                   | G     | 345   |
| 29 Abd. | GTP    | 7   | Joest Racing                    | Bernd Schneider Massimo Sigala Oscar Larrauri "John Winter"                                         | Porsche 962C                           | G     | 327   |
| 29 Abd. | GTP    | 7   | Joest Racing                    | Bernd Schneider Massimo Sigala Oscar Larrauri "John Winter"                                         | Porsche Type-935 3,0 l Flat-6 Bi-Turbo | G     | 327   |
| 30      | GTU    | 58  | Maria Shalala                   | Tim McAdam Charles Monk Sam Shalala Andre Toennis Dan Pastorini (en)                                | Porsche 911                            | G     | 313   |
| 30      | GTU    | 58  | Maria Shalala                   | Tim McAdam Charles Monk Sam Shalala Andre Toennis Dan Pastorini (en)                                | Porsche 3.2L Flat 6 Atmo               | G     | 313   |
| 31 Abd. | GTS    | 41  | Rocketsports Racing             | Jack Baldwin (en) Irv Hoerr (en) Paul Gentilozzi                                                    | Oldsmobile Cutlass (en)                | BF    | 312   |
| 31 Abd. | GTS    | 41  | Rocketsports Racing             | Jack Baldwin (en) Irv Hoerr (en) Paul Gentilozzi                                                    | Oldsmobile 6,5 l V8 Atmo               | BF    | 312   |
| 32 Abd. | GTS    | 25  | Dale Kreider                    | Bill Adams John Duke Jon Gooding Dale Kreider                                                       | Oldsmobile Cutlass (en)                | G     | 289   |
| 32 Abd. | GTS    | 25  | Dale Kreider                    | Bill Adams John Duke Jon Gooding Dale Kreider                                                       | Oldsmobile 6,0 l V8 Atmo               | G     | 289   |
| 33 Abd. | Lights | 6   | MAB Racing                      | Ronald Zitza Rob Robertson Mel Butt Tommy Johnson                                                   | Tiga GT287                             | G     | 279   |
| 33 Abd. | Lights | 6   | MAB Racing                      | Ronald Zitza Rob Robertson Mel Butt Tommy Johnson                                                   | Buick 3,0 l V6 Atmo                    | G     | 279   |
| 34 Abd. | GTP    | 83T | Nissan Performance Technology   | Geoff Brabham Chip Robinson Arie Luyendyk Bob Earl                                                  | Nissan R90CK                           | G     | 272   |
| 34 Abd. | GTP    | 83T | Nissan Performance Technology   | Geoff Brabham Chip Robinson Arie Luyendyk Bob Earl                                                  | Nissan 3,0 l V8 Turbo                  | G     | 272   |
| 35 Abd. | GTP    | 12  | Courage Compétition             | François Migault David Tennyson Tomas Lopez                                                         | Cougar C28S                            | G     | 220   |
| 35 Abd. | GTP    | 12  | Courage Compétition             | François Migault David Tennyson Tomas Lopez                                                         | Porsche Type-935 3,0 l Flat-6 Bi-Turbo | G     | 220   |
| 36 Abd. | GTU    | 05  | Support Net Racing              | Henry Camferdam Phil Krueger (en) Gary Drummond                                                     | Mazda MX-6                             | G     | 214   |
| 36 Abd. | GTU    | 05  | Support Net Racing              | Henry Camferdam Phil Krueger (en) Gary Drummond                                                     | Mazda 13B 1,3 l 2-Rotor                | G     | 214   |
| 37 Abd. | GTP    | 4   | Tom Milner Racing               | Wayne Taylor Jeff Purner Hugh Fuller Hideshi Matsuda (en)                                           | Spice SE89P                            | G     | 213   |
| 37 Abd. | GTP    | 4   | Tom Milner Racing               | Wayne Taylor Jeff Purner Hugh Fuller Hideshi Matsuda (en)                                           | Chevrolet 6,3 l V8 Atmo                | G     | 213   |
| 38      | GTS    | 35  | Bill McDill                     | Richard McDill Chris Schneider Bill McDill Tom Juckette                                             | Chevrolet Camaro                       | Y     | 204   |
| 38      | GTS    | 35  | Bill McDill                     | Richard McDill Chris Schneider Bill McDill Tom Juckette                                             | Chevrolet 6,1 l V8 Atmo                | Y     | 204   |
| 39 Abd. | GTU    | 69  | North Coast Racing              | Brad Hoyt Andy Pilgrim John Petrick Don Wallace                                                     | Mazda RX-7                             | G     | 195   |
| 39 Abd. | GTU    | 69  | North Coast Racing              | Brad Hoyt Andy Pilgrim John Petrick Don Wallace                                                     | Mazda 13B 1,3 l 2-Rotor                | G     | 195   |
| 40 Abd. | Lights | 48  | Comptech Racing                 | Kazuo Shimizu Ruggero Melgrati Bob Lesnett (en) Costas Los Steve Cameron Doug Peterson              | Spice SE90P                            | BF    | 168   |
| 40 Abd. | Lights | 48  | Comptech Racing                 | Kazuo Shimizu Ruggero Melgrati Bob Lesnett (en) Costas Los Steve Cameron Doug Peterson              | Acura 3,0 l V6 Atmo                    | BF    | 168   |
| 41 Abd. | GTP    | 84  | Nissan Performance Technology   | Derek Daly Steve Millen (en) Gary Brabham                                                           | Nissan R90CK                           | G     | 150   |
| 41 Abd. | GTP    | 84  | Nissan Performance Technology   | Derek Daly Steve Millen (en) Gary Brabham                                                           | Nissan 3,0 l V8 Turbo                  | G     | 150   |
| 42 Abd. | GTS    | 76  | Cunningham Racing               | Johnny O'Connell John Morton Jeremy Dale (en)                                                       | Nissan 300ZX Turbo (en)                | Y     | 144   |
| 42 Abd. | GTS    | 76  | Cunningham Racing               | Johnny O'Connell John Morton Jeremy Dale (en)                                                       | Nissan 3,0 l V6 Bi-Turbo               | Y     | 144   |
| 43 Abd. | Lights | 9   | Essex Racing Service            | Charles Morgan Jim Pace Ken Knott                                                                   | Kudzu DG-1                             | G     | 129   |
| 43 Abd. | Lights | 9   | Essex Racing Service            | Charles Morgan Jim Pace Ken Knott                                                                   | Buick 3,0 l V6 Atmo                    | G     | 129   |
| 44 Abd. | Lights | 17  | Carlos Bobeda Racing            | Kaming Ko Ken Parschauer Carlos Bobeda                                                              | Spice SE90P                            | G     | 125   |
| 44 Abd. | Lights | 17  | Carlos Bobeda Racing            | Kaming Ko Ken Parschauer Carlos Bobeda                                                              | Buick 3,4 l V6 Atmo                    | G     | 125   |
| 45 Abd. | GTU    | 73  | Jack Lewis Enterprises Ltd.     | Jack Lewis Bill Ferran Taylor Robertson                                                             | Porsche 911 Carrera RSR                | H     | 115   |
| 45 Abd. | GTU    | 73  | Jack Lewis Enterprises Ltd.     | Jack Lewis Bill Ferran Taylor Robertson                                                             | Porsche 3.2L Flat 6 Atmo               | H     | 115   |
| 46 Abd. | GTU    | 55  | Bob Schader                     | Bob Schader Phil Mahre Steve Mahre John Finger                                                      | Mazda MX-6                             | Y     | 94    |
| 46 Abd. | GTU    | 55  | Bob Schader                     | Bob Schader Phil Mahre Steve Mahre John Finger                                                      | Mazda 13B 1,3 l 2-Rotor                | Y     | 94    |
| 47 Abd. | GTU    | 71  | Oldsmobile Motorsports          | Amos Johnson Scott Hoerr Dennis Shaw                                                                | Oldsmobile Achieva (en)                | BF    | 89    |
| 47 Abd. | GTU    | 71  | Oldsmobile Motorsports          | Amos Johnson Scott Hoerr Dennis Shaw                                                                | Oldsmobile 2,3 l I4 Atmo               | BF    | 89    |
| 48 Abd. | Lights | 40  | Bieri Racing                    | Johnny Unser John Graham Andrew Hepworth Uli Bieri                                                  | Alba AR20                              | G     | 47    |
| 48 Abd. | Lights | 40  | Bieri Racing                    | Johnny Unser John Graham Andrew Hepworth Uli Bieri                                                  | Ford 3,0 l V6 Atmo                     | G     | 47    |
| 49 Abd. | GTS    | 22  | J&B Motorsports                 | Luis Sereix Daniel Urrutia Jorge Polanco                                                            | Chevrolet Camaro                       | G     | 32    |
| 49 Abd. | GTS    | 22  | J&B Motorsports                 | Luis Sereix Daniel Urrutia Jorge Polanco                                                            | Chevrolet 5,7 l V8 Atmo                | G     | 32    |
| Np.     | GTP    | 3   | Jaguar Racing                   | Davy Jones Scott Goodyear David Brabham Scott Pruett                                                | Jaguar XJR-16                          | G     | -     |
| Np.     | GTP    | 3   | Jaguar Racing                   | Davy Jones Scott Goodyear David Brabham Scott Pruett                                                | Jaguar 3,0 l V6 Bi-Turbo               | G     | -     |
| Np.     | GTP    | 83  | Nissan Performance Technology   | Geoff Brabham Chip Robinson Arie Luyendyk                                                           | Nissan R90CK                           | G     | -     |
| Np.     | GTP    | 83  | Nissan Performance Technology   | Geoff Brabham Chip Robinson Arie Luyendyk                                                           | Nissan 3,0 l V8 Turbo                  | G     | -     |

## Pole position et record du tour
- Pole position :  Juan Manuel Fangio II (#99 All American Racers) en 1 min 35 s 860
- Meilleur tour en course :  Masahiro Hasemi (#23 Nissan Motorsport International) en 1 min 38 s 495